# Thượng kinh ký sự
Thượng kinh ký sự (上京記事, Ký sự lên kinh đô) là tập ký sự bằng chữ Hán của nhà y học và nhà văn Lê Hữu Trác (biệt hiệu: Hải Thượng Lãn Ông, có nghĩa: Ông già lười Hải Thượng). Theo nhà văn Đoàn Minh Tuấn, thì "đây là một thiên phóng sự duy nhất của văn học Việt xưa viết về người thật, việc thật với cách hành văn giản dị, tinh tế và sinh động". 

## Giới thiệu sơ lược
Sau gần một năm sống giữa kinh đô Thăng Long, lấy cớ người nhà ốm nặng, Lê Hữu Trác xin phép về lại quê nhà (Hương Sơn, Hà Tĩnh). Về nhà ngày 2 tháng 11 (năm 1782), đến tháng 11 năm Quý Mão (1783) thì ông viết xong Thượng kinh ký sự.
Tác phẩm được ông xếp vào cuối bộ (quyển 65) Hải Thượng Y tông tâm lĩnh (Những lĩnh hội tâm huyết về ngành Y của Hải Thượng) của mình, như một phụ lục, và được khắc in năm 1885. Đây là tác phẩm tiêu biểu nhất ở thế kỷ 18 thuộc loại hình ký (ghi việc, kể chuyện).
Năm 1924, Nguyễn Trọng Thuật dịch Thượng kinh ký sự và cho đăng trên Nam Phong tạp chí.
Năm 1974, Ứng Nhạc Vũ Văn Đình cho ra mắt bản dịch thứ hai in trong Tập san Sử Địa ở Sài Gòn. Gần 20 năm sau (1993), nhà xuất bản Văn Học (Hà Nội) cho in lại bản dịch đó.
Năm 1989, nhà xuất bản Thông tin cho in Thượng kinh ký sự do Phan Võ dịch, Bùi Kỷ duyệt lại.
Tập ký sự này mở đầu lúc Lê Hữu Trác đang sống ở quê mẹ là Hương Sơn, thì bỗng có chỉ triệu ra kinh chữa bệnh cho chúa Trịnh Sâm và thế tử Trịnh Cán. Khi ấy, ông đã 62 tuổi. Trên từng chặn đường, tác giả vừa mô tả phong cảnh vùa bộc lộ tâm trạng của mình. Đến kinh, tác giả tiếp tục mô tả quang cảnh ở đó, nhất là trong phủ chúa Trịnh, nơi lắm xa hoa và quyền uy. Ngoài ra, ông còn kể việc tiếp xúc của mình với các Nho sĩ, quan lại và những người thân quen xưa. Tác phẩm kết thúc với việc ông về lại quê nhà trong tâm trạng mừng vui.
Thượng kinh ký sự được tác giả viết theo thể nhật ký, không chia chương mục. Ở bản in nhà xuất bản Thông tin, người dịch (Phan Võ) đã phân chia và đặt tên thành 10 tiểu mục như sau: 
- Giã nhà lên kinh
- Vào Trịnh phủ
- Nhớ quê nhà
- Làm thuốc và làm thơ
- Đi lại với các công khanh
- Tình cờ gặp người cũ
- Ngâm thơ, thưởng nguyệt
- Về thăm cố hương
- Vào phủ chúa chữa bệnh
- Trở về quê cũ

## Nhận xét về tác giả
- Nguyễn Lộc:

Qua tập truyện (có xen lẫn những bài thơ), có thể thấy Lê Hữu Trác là một con người nhân ái, thanh cao, một thầy thuốc xuất sắc, và là một nhà văn giàu cảm xúc...Ở những trang miêu tả cuộc sống trong phủ chúa, ông có vẻ không phê phán một cái gì cả, nhưng những điều được ông nói đến một cách chân xác, tinh tế; tự nó lại có ý nghĩa phê phán sâu sắc. Hình ảnh những cung điện kiêu xa cùng những con người nhiều quyền thế ở trong đó, "đã gây cho người đọc cái cảm giác nặng nề, khó chịu, đến nỗi muốn thét to lên cho nó vỡ tan đi"...
Và tác giả như muốn tổng kết lịch sử khi viết: "Than ôi! Giàu sang như đám mây bay. Đền vũ tạ, thú ca lâu phút chốc thành nơi hoang phế".
- Nguyễn Huệ Chi:

Đất Thăng Long, nơi có cuộc sống kiêu xa của giai cấp thống trị...và cũng chính nơi mà Lê Hữu Trác đã sống suốt cả một quãng đời trai trẻ...Bởi vậy, ông có cái nhìn khách quan, ít nhiều sắc lạnh trước cuộc sống kiêu xa kia, nhưng mỗi khi sống lại những kỷ niệm thân thương ngày xưa, thì niềm trìu mến của ông bỗng dâng tràn. Lúc ấy, ngòi bút của ông vượt khỏi cái nhìn có ý nghĩa phê phán mà chuyển sang một cái nhìn đầy rung cảm, trữ tình. Hai mặt hiện thực và trữ tình quyện chặt với nhau làm thành một phong cách độc đáo của Thượng kinh ký sự.
- Đoàn Minh Tuấn:

Lê Hữu Trác không những là một nhà y học lớn nhất của nước Việt thời trước, một nhà văn lỗi lạc, mà còn là ông tổ của nghề báo Việt… Xưa kia tầng lớp nho sĩ chuộng về từ chương, ít ai viết văn chương lối phóng sự kể những việc tầm thường của cuộc sống...Ngoài giá trị văn học, tập ký sự còn là một sử liệu vô giá.
- Tạ Ngọc Liễn:

Trong tập có những bài thơ, đã cho thấy ông có trái tim của một thi sĩ đích thực. Thơ ông có những xúc cảm nồng nàn giàu ý vị, có những cái đẹp thanh tú, diễm lệ của núi sông, của trăng gió. Dường như bài thơ nào của ông cũng có câu hay, câu lạ, hoặc về hình tượng, hoặc về lối đặt câu, đảo ngữ. Đặc biệt, ông có một bài thơ nói về mối tình lỡ dỡ của mình rất hay...

## Một bài thơ tình
Theo lời kể của tác giả trong Thượng kinh ký sự, thì hồi nhỏ gia đình Lê Hữu Trác có dạm hỏi một cô gái, là con Thừa tự tham chánh ở Sơn Nam, cho ông cưới làm vợ. Đã làm lễ vấn danh và ăn hỏi rồi, nhưng có việc trở ngại, khiến ông phải từ hôn, và về ở luôn Hương Sơn.
Năm, sáu năm sau, ông lên kinh thì nghe tin vị quan trên đã qua đời, còn cô gái đau khổ kia đã thề suốt đời không lấy ai nữa... Trong thời gian ở Thăng Long chữa bệnh cho cha con chúa Trịnh, tình cờ ông gặp lại người cũ, mà giờ đây đã thành một bà sư già, khổ sở và cô độc. Ông có ý muốn rước bà về ngôi chùa do anh ông xây dựng ở quê, nhưng bà đã sụt sùi từ chối, chỉ mong một việc là: Nghe nói trong Nghệ (Nghệ An) có nhiều cỗ áo quan tốt, muốn mua một cỗ...
Trong tâm trạng day dứt, hối lỗi; ông làm thơ chép trong Thượng kinh ký sự như sau: 
| Vô tâm sự xuất ngộ nhân đa! Kim nhật tương khan khổ tự ta. Nhất tiếu tình đa lưu lãnh lệ; Song mâu xuân tận hiện hình hoa. Thử sinh nguyện tác càn huynh muội, Tái thế ưng đồ tốn khất gia. Ngã bất phụ nhân, nhân phụ ngã, Túng thiên như thử nại chi hà? | Dịch nghĩa: Vì vô tâm thành chuyện làm nhầm lỡ cho người, Ngày nay nhìn nhau đắng cay than thở Một nụ cười bao tình cảm, lệ tuôn chảy, Hai tròng mắt đã hết xuân bỗng hiện hình hoa. Kiếp này nguyện làm anh em kết nghĩa, Kiếp sau xin sẽ thành vợ chồng. Ta không phụ người mà người phụ ta, Nếu phỏng như thế thì làm thế nào đây? |